# Bludenz
Bludenz város Ausztriában, Vorarlbergben, a Bludenzi járásban. Területe 30 km², lakosainak száma 13 858 fő, népsűrűsége pedig 460 fő/km² (2014. január 1-jén). A település 588 méteres tengerszint feletti magasságban helyezkedik el

## Városrészek
A város részei:
- Altstadt
- Ausserbraz
- Beim Kreuz
- Bings (azaz Ober- und Unterbings)
- Brunnenfeld (Szt. Péter kolostorral)
- Gasünd
- Grubs
- Halde
- Mokry
- Obdorf
- Radin (azaz Ober- és Unterradin)
- Rungelin (Runggelin)
- Unterfeld
- Sankt Leonhard
- Südtiroler Siedlung

## Közlekedés
A város vasútállomása fontos vasúti csomópont, keresztülhalad rajta a Vorarlbergbahn vasúti fővonal és innen ágazik ki a Montafonerbahn mellékvonal is.

## Fordítás
- Ez a szócikk részben vagy egészben  a   Bludenz című angol Wikipédia-szócikk ezen változatának fordításán alapul.  Az eredeti cikk szerkesztőit annak laptörténete sorolja fel. Ez a jelzés csupán a megfogalmazás eredetét és a szerzői jogokat jelzi, nem szolgál a cikkben szereplő információk forrásmegjelöléseként.